# Jean Butez
Jean Butez, né le 8 juin 1995 à Lille en France, est un footballeur français qui joue au poste de gardien de but au Côme 1907.

## Biographie

### En club

#### Jeunesse et formation
Il est scolarisé au collège Lavoisier de Lambersart dès la sixième puis au lycée Jean Perrin situé dans la même ville en section sport études.
En 2008, il fait partie des 55 joueurs retenus pour le concours d'entrée au Pôle Espoirs de Liévin, mais il n'est pas admis.

#### Débuts avec Mouscron
Prêté par le LOSC à l'Excel Mouscron, il fait ses débuts en première division belge le 30 juillet 2017, lors d'un déplacement sur la pelouse du KV Ostende (victoire 0-1). C'est au sein du club mouscronnois qu'il va exploser, attirant les convoitises. En 2020, il rejoint l'Antwerp avec qui il devient champion de Belgique en 2023. 

#### Royal Antwerp FC (2020-2024)
Barré en équipe première à la suite d'un transfert avorté, Jean Butez inscrit son premier but professionnel avec les Young Reds le 23 novembre 2024, un lob décoché des 70 mètres à la 18e minute.

#### Côme 1907 (depuis 2025)
Pendant le mercato d'hiver 2025, Butez quitte l'Antwerp et signe dans le club de Côme 1907 qui évolue en Serie A italienne.

## Palmarès

### En club
|  |  | Royal Antwerp FC - Championnat de Belgique (1) : - Champion : 2023 - Coupe de Belgique (1) : - Vainqueur : 2023 - Supercoupe de Belgique (1) : - Vainqueur : 2023 |